# إدموند تايلور ويتاكر
عالم الرياضيات الإنجليزي (ولد في 24 أكتوبر 1873 – 24 مارس 1956)  ساهم على نطاق واسع في الرياضيات التطبيقية والفيزياء الرياضية والنظرية من وظائف خاصة. كان لديه اهتمام خاص في التحليل العددي، ولكن عمل أيضا على الميكانيكا السماوية وتاريخ الفيزياء. قرب نهاية مسيرته حصل على وسام كوبلي، وجائزة فخرية المرموقة في العلم البريطاني. كلية الرياضيات من جامعة أدنبره ويتاكر يعقد ندوة، محاضرة سنوية تكريما له.

## السيرة الذاتية
ولدت ويتاكر في ساوثبورت، في لانكشاير. تلقى تعليمه في مدرسة مانشستر قواعد وكلية ترينيتي في كامبريدج من  1892. وتخرج رانجلر الثانية في فحص في عام 1895، وكذلك حصل على وسام تايسون عن الرياضيات والفلك. في عام 1896، تم انتخاب ويتاكر وزميل كلية ترينيتي في كامبريدج، وبقي في كامبردج كمدرس حتى 1906. بين 1906 و 1911 شغل منصب الفلكي الملكي أيرلندا وأستاذ الفلك في كلية ترينيتي في دبلن حيث كان يدرس الفيزياء الرياضية. في عام 1911 أصبح ويتاكر أستاذ في جامعة أدنبرة وبقي هناك لبقية حياته.
كان ويتاكر مسيحي واعتنق الكنيسة الكاثوليكية الرومانية (1930). فيما يتعلق بذلك كان عضوا في الأكاديمية البابوية للعلوم 1936 فصاعدا، وكان رئيسا لجمعية نيومان. في وقت سابق في كامبريدج في عام 1901 تزوج من ابنة وزير المشيخي. كان لديهم خمسة أطفال، بما في ذلك عالم الرياضيات جون ويتاكر Macnaghten، (1905-1984) وابنته الكبرى، بياتريس، تزوج ET Copson، الذي أصبح فيما بعد استاذا للرياضيات في جامعة سانت أندرو.
كتب يتاكر سيرة عالم الرياضيات الإيطالي الشهير، فيتو فولتيرا للجمعية الملكية في 1941. وفي عام 1954، حصل على ميدالية كوبلي من الجمعية الملكية، وهي أعلى جائزة، و«للمساهمات المتميزة له على حد سواء نقية والرياضيات التطبيقية والفيزياء النظرية». عودة في عام 1931 وكان ويتاكر تلقى وسام سيلفستر الجمعية الملكية ل«للمساهمات الأصلية له على حد سواء نقية والرياضيات التطبيقية». توفي ويتاكر في ادنبرة، اسكتلندا.

## روابط خارجية
- إدموند تايلور ويتاكر على موقع الموسوعة البريطانية (الإنجليزية)